# Maj-Len Helin

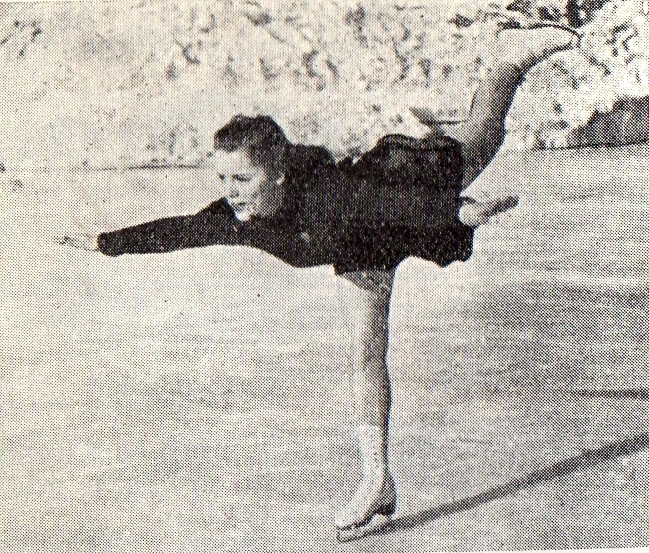
Maj-Len Helin in den 1940er Jahren.

Maj-Len Helin (auch Weber; geb. 11. Mai 1922; gest. 15. Januar 2008) war eine finnische Eiskunstläuferin. Zwischen 1937 und 1945 gewann sie acht Mal in Folge die finnische Eiskunstlaufmeisterschaft.
Helin spielte in der Filmkomödie („Volltreffer“) von Hannu Leminen (1941) die Eiskunstläuferin.
Der Segler Kim Weber war Helins Sohn.